# Font dels Nou Raigs
La Font dels Nou Raigs és un edifici de Ceret, al Vallespir, inventariat com a monument històric des del 21 de març del 1910.

## Descripció
Està situada a la plaça dels Nou Raigs. És una font de granit on l'aigua flueix per nou obertures i a la part superior hi ha l'escultura d'un lleó.

## Història
Fou construïda al segle xvi. Hi ha la inscripció de la data en què el Rosselló passà a ser un territori de l'estat francès. S'ha canviat d'ubicació en diversos moments. El lleó de la part superior s'ha girat en diversos moments segons la situació política.